# ヴォルフガング・カシューバ

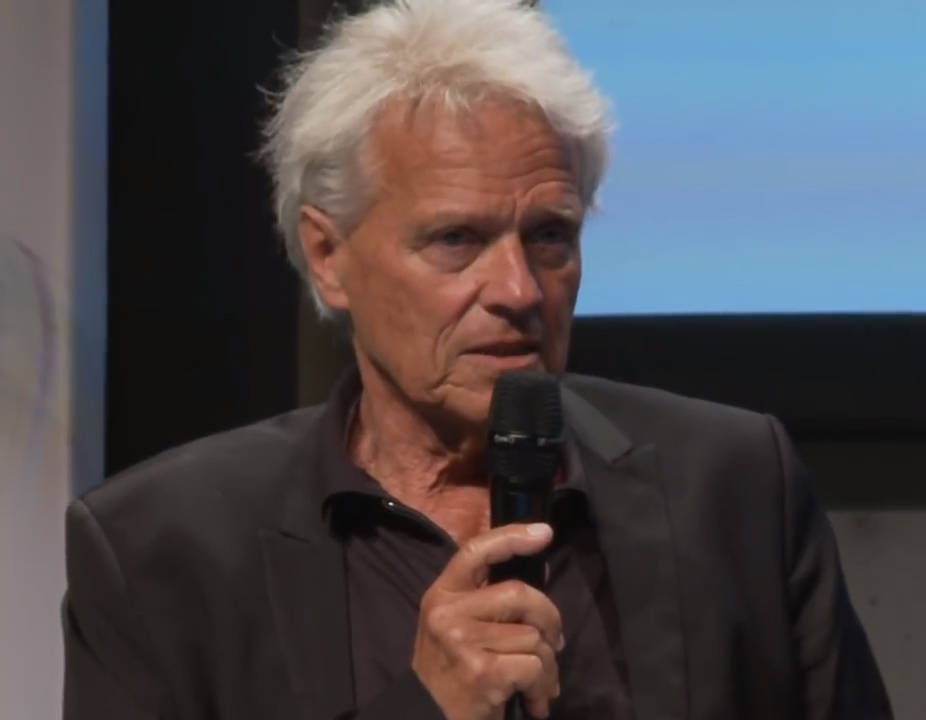
Wolfgang Kaschuba (2018)

ヴォルフガング・カシューバ（Wolfgang Kaschuba, 1950年1月1日 - ）は、ドイツの民俗学者。ベルリン大学教授。

## 経歴
バーデン＝ヴュルテンベルク州ゲッピンゲン生まれ。テュービンゲン大学ではじめ政治学とアングロサクソン文化研究を学び、次いで同大学のヘルマン・バウジンガーに就いて日常文化研究としての民俗学を専攻した。三月革命期の民衆行動や19世紀の農村の構造変化をテーマとして学位と教授資格を得た後、現代の多文化社会を専門とするようになった。テュービンゲン大学教授を経て、1992年にベルリン大学教授となり、同大学の民俗学科であるヨーロッパ・エスノロジー研究科を主宰している。

## 著作（日本語訳）
- ヨーロッパとグローバリゼーション：ヨーロッパ・エスノロジーへの新たな挑戦（韓国・ソウルでの講演 2008年12月12日）河野眞訳・解説 愛知大学国際問題研究所『紀要』第135号（2010年3月）、pp.271-295.
- 「座談会 ベルリン・ディスカッション (2001) ベルリン大学（フンボルト大学）におけるヨーロッパ・エスノロジーの十年と今後の課題　ヴォルフガング・カシューバ／ペーター・ニーダーミュラー（ベルリン大学教授）／ベルント＝ユルゲン・ヴァルネッケン（テュービンゲン大学教授）／ギーゼラ・ヴェルツ（フランクフルト大学教授）（司会）シュテファン・ベック（ベルリン大学）／レオノーレ・ショルツェ＝イールリッツ（ベルリン大学）」河野眞（訳・解説）愛知大学国際コミュニケーション学会『文明21』第30号 (2013), pp.89-137.